# 적토마

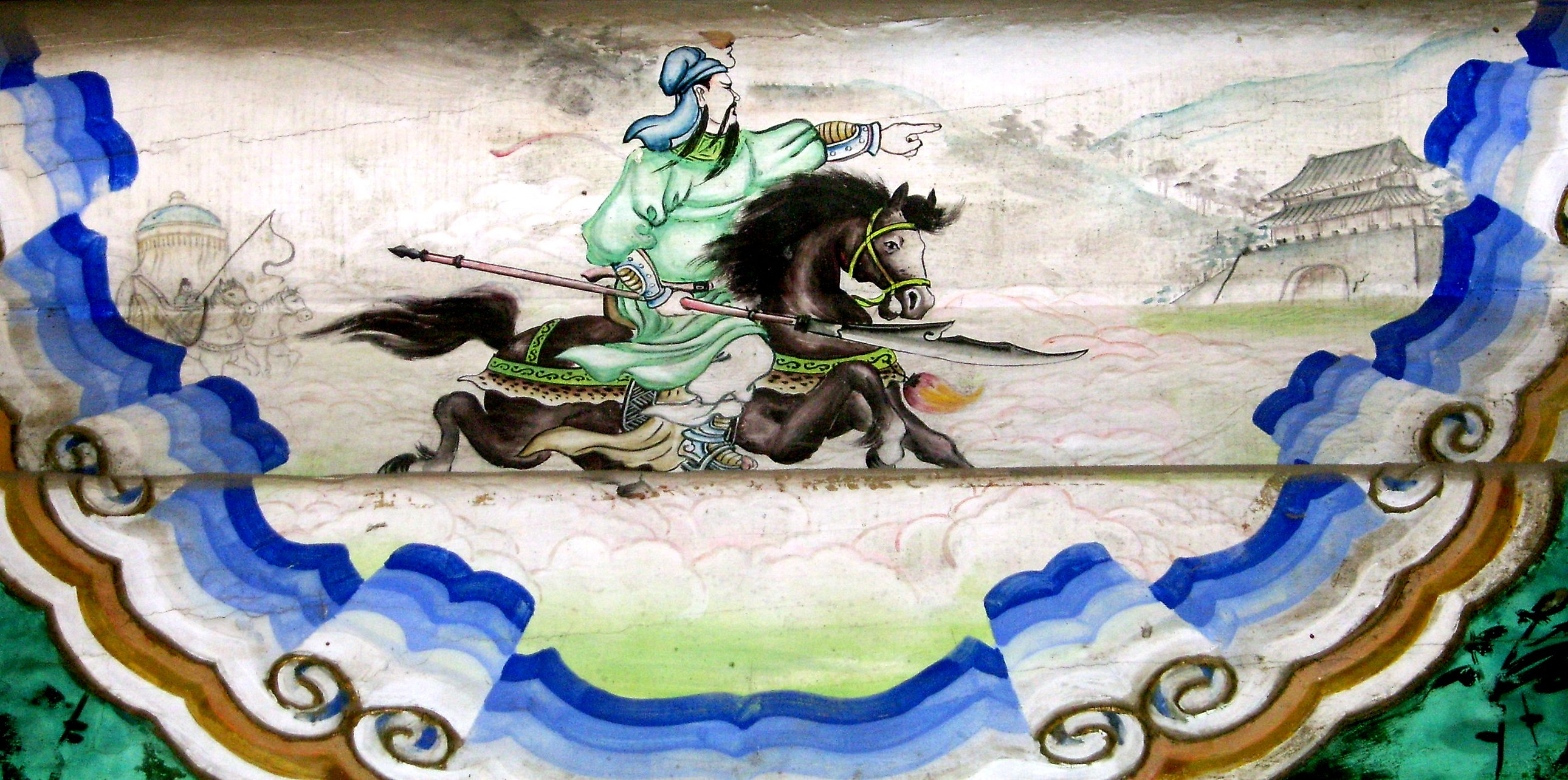
관우와 적토마

적토마 (赤兎馬)는 정사 《삼국지》와 소설 《삼국지연의》, 《수호전》에 나오는 말(名馬)로, 《삼국지연의》에서는 서방과의 교역에서 얻은 한혈마(汗血馬)로 추정하고 있다. 붉은 빛이 도는 털에 토끼처럼 빠른 속도를 자랑해 이러한 이름이 붙게 되었다.

## 각 기록에서의 적토마

### 후한서
《유언원술여포열전(劉焉袁術呂布列傳)》에 '여포(呂布)는 언제나 적토(赤兎)라고 하는 좋은 말을 탔는데 능히 성을 질주하고 웅덩이를 뛰어넘었다'라고 기록되어 있다.

### 삼국지
《여포전(呂布傳)》에는 '여포(呂布)는 적토(赤兎)라고 하는 좋은 말이 있었다고 기록되어 있으며, 여포가 원소(袁紹)의 요청을 받아 장연(張燕)을 공격했을 때 언제나 적토라고 불리는 좋은 말을 타고 적진을 돌진해 승리를 거두었다'고 기록되어 있다.
또한 《조만전(曹瞞傳)》에는 그 시대 사람들이 말하길, '마중적토 인중여포(馬中赤兎 人中呂布)', 즉, '사람 중에는 여포가 있고, 말 중에는 적토가 있다.'라고 짤막하게 기록하고 있다.

### 삼국지통속연의
희대의 명마(名馬)로 등장하며, 하루에 천 리를 달릴 수 있다고 기록되어 있다.
원래 동탁(董卓)의 애마였으나, 여포(呂布)를 꾀어오기 위한 이숙(李肅)의 계책으로 여포에게 주어지고 여포는 양부 정원(丁原)을 죽이고 동탁의 수하가 된다. 훗날 여포가 조조(曹操)에게 사로잡히면서 조조의 손에 들어간다. 관우(關羽)가 하비(下邳)에서 조조에게 패하여 항복했을 때, 조조가 관우의 마음을 얻기 위해 그에게 선물하였다. 그 후 관우를 따라 수많은 전쟁에 참여하였다. 이후 관우가 손권(孫權)에게 체포되어 처형된 후에는 마충(馬忠)에게 주어졌으나, 사료를 일체 먹지 않고 굶어죽음으로써 주인의 뒤를 따랐다는 이야기로 소설화되었다.

### 수호전
관승(關勝)이 타고 다니는 말로 등장하며, 이는 관승이 관우의 후손이라는 일종의 상징이기도 하다.
또한 여포를 동경하는 여방(呂方)이 타고 다니는 말로도 등장한다.

## 같이 보기
- 한혈마
- 여포
- 관우
- 관승
- 여방
- 남원 관왕묘 적토마도 - 전라북도 유형문화재 제259호